# Aciculomarphysa comes
Aciculomarphysa comes är en ringmaskart som beskrevs av Hartmann-Schröder och Zibrowius 1998. Aciculomarphysa comes ingår i släktet Aciculomarphysa och familjen Eunicidae. Inga underarter finns listade i Catalogue of Life.